# 하야시 다이치 (축구 선수)
하야시 다이치(일본어: 林 大地, 1997년 5월 23일~)는 일본의 축구 선수이다.

## 구단 경력
2019년 J1리그의 사간 도스에 입단하였다. 2021년부터 2024년까지 신트트라위던 VV와 1. FC 뉘른베르크에서 뛰었다. 2024년 감바 오사카로 이적했다.

## 국가대표팀 경력
그는 2020년 하계 올림픽에 참가할 일본 U-23 국가대표팀에 발탁되었으며, 5경기에 출전, 4강 진출에 기여했다.